# Liste der Stolpersteine in Aue
Die Liste der Stolpersteine in Aue führt die vom Künstler Gunter Demnig verlegten Stolpersteine in Aue auf. Sie enthalten Angaben, die an das Schicksal der Menschen erinnern, die im Nationalsozialismus deportiert, vertrieben, ermordet oder in den Suizid getrieben wurden.

## Hintergrund
Die Stadt Aue hat 2013 unter Leitung von Bürgermeister Heinrich Kohl entschieden, „am Altmarkt zu beginnen und nach außen in die Quartiere und Geschäftshäuser der jüdischen Mitbürger zu gehen“, um schrittweise Stolpersteine verlegen zu lassen. Zu diesem Zeitpunkt waren die Schicksale elf jüdischer Familien bekannt, die Opfer des Nationalsozialismus wurden.
2016 waren bei der Verlegung die überlebende Tochter der Familie Kaiser, Nava Alon, mit zwei Enkeln und zwei Urenkeln der Kaisers anwesend.

## Liste
| Bild  | Adresse, Lage                             | Name                              | Inschrift | Kurzvita |
| ----- | ----------------------------------------- | --------------------------------- | --- | --- |
| [ 3 ] | Schwarzenberger Straße 1 08280 Aue (Lage) | David Thorn                       | Hier wohnte David Thorn Jg. 1865 ’Schutzhaft’ 1938 Buchenwald ermordet 30.11.1938                                                         | Geboren am 27. Dezember 1865 in Krakau, wohnhaft in Aue, Inhaber eines Konfektionsgeschäfts, Inhaftierung: bis 30. November 1938 im KZ Buchenwald, am 30. November 1938 in Buchenwald ermordet |
|       | Schwarzenberger Straße 1 08280 Aue (Lage) | Rosette Thorn                     | Hier wohnte Rosette Thorn geb. Rosenthal Jg. 1867 deportiert 1942 Theresienstadt ermordet in Treblinka                                    | Geboren als Rosette Rosenthal am 17. Januar 1867 in Wiesau (Schlesien), wohnhaft in Aue, Deportation ab Kassel-Chemnitz am 7. September 1942 ins Ghetto Theresienstadt, am 29. September 1942 ins Vernichtungslager Treblinka. Für tot erklärt. |
|       | Schwarzenberger Straße 1 08280 Aue (Lage) | Max Schüftan                      | Hier wohnte Max Schüftan geb. 1894 ’Schutzhaft’ 1938 Buchenwald unfreiwillig verzogen 1939 Berlin deportiert 1943 ermordet in Auschwitz   | Geboren am 19. Dezember 1894 in Neumittelwalde (Schlesien), wohnhaft in Aue und Berlin-Wilmersdorf (bei der Schwägerin), Geschäftsführer des Konfektionsgeschäfts Max Schüftan bis 1938, Deportation ab Berlin am 2. März 1943 ins Vernichtungslager Auschwitz |
|       | Schwarzenberger Straße 1 08280 Aue (Lage) | Betty Schüftan, geb. Thorn        | Hier wohnte Betty Schüftan geb. Thorn Jg. 1897 unfreiwillig verzogen 1939 Berlin deportiert 1943 ermordet in Auschwitz                    | Geboren als Betty Thorn am 17. Januar 1897 in Tzschecheln (Brandenburg), wohnhaft in Aue und Berlin-Wilmersdorf (bei der Schwester Regina Schüftan), Deportation ab Berlin am 6. März 1943 ins Vernichtungslager Auschwitz |
|       | Schwarzenberger Straße 1 08280 Aue (Lage) | Rosa Hertha Kreinberg, geb. Thorn | Hier wohnte Hertha Thorn verh. Kreinberg Jg. 1902 deportiert 1942 Belzyce Schicksal unbekannt                                             | Geboren am 12. Dezember 1902 in Tzschecheln (Brandenburg), wohnhaft in Markneukirchen, Aue und Plauen, Deportation ab Weimar-Leipzig am 10. Mai 1942 ins Ghetto Belzyce |
|       | Lessingstraße 1 08280 Aue Lage            | Gerda Kaiser                      | Hier wohnte und arbeitete Gerda Kaiser Jg. 1910 verhaftet 4.12.1941 Zuchthaus Zwickau entlassen 5.1.1942 deportiert 1942 Belzyce ermordet | Geboren am 10. Oktober 1910 in Aue oder Schwarzenberg, Wohnungen in Aue, Zwickau und Plauen, Deportation ab Weimar-Leipzig am 10. Mai 1942 ins Ghetto Belzyce |
|       | Lessingstraße 1 08280 Aue Lage            | Bernd Ludwig Kaiser               | Hier wohnte Bernd Ludwig Kaiser Baruch Kaiser Jg. 1915 Flucht 1937 Palästina                                                              | Konnte dem nationalsozialistischen Deutschland rechtzeitig durch Flucht nach Palästina entkommen. |
|       | Lessingstraße 1 08280 Aue Lage            | Lina Kaiser                       | Hier wohnte und arbeitete Lina Kaiser geb. Drucker Jg. 1880 deportiert 1942 Belzyce ermordet                                              | Geboren am 2. April 1880 in Neuruppin, Wohnungen in Aue und Zwickau, Deportation ab Weimar-Leipzig am 10. Mai 1942 ins Ghetto Belzyce |
|       | Schwarzenberger Straße 1 08280 Aue (Lage) | Dieter Kreinberg                  | Hier wohnte Dieter Kreinberg Jg. 1928 tot 7.12.1941 Krankenhaus Aue Behandlung verweigert                                                 | Der Genannte soll im damaligen Krankenhaus Aue verstorben sein; da es jedoch zunächst kein Dokument über den Tod gab (Erkenntnisstand vom Ende Mai 2021), wurde dieser Stein vorerst nicht wie geplant verlegt. Er wurde bis zur weiteren Klärungen im Rathaus aufbewahrt und am 8. November 2024 mit verändertem Text am Standort Schwarzenberger Straße 1 verlegt. |
|       | Schwarzenberger Straße 1 08280 Aue (Lage) | Dieter Kreinberg                  | Hier wohnte Dieter Kreinberg Jg. 1928 Ausgegrenzt / Drangsaliert tot 7.12.1941 Krankenhaus Aue                                            | Der Genannte verstarb an Nierenversagen im damaligen Krankenhaus Aue; da es jedoch zunächst kein Dokument über den Tod gab (Erkenntnisstand vom Ende Mai 2021), wurde dieser Stein vorerst nicht wie geplant verlegt. Nach neueren Erkenntnissen war Dieter Kreinberg als Sohn einer jüdischen Mutter und eines evangelischen Vaters direkt von der Judenverfolgung betroffen. Er musste die Zerstörung seines Zuhauses 1938 und den verzweifelten Selbstmord seines Vaters miterleben, bevor er selbst 1941 an Nierenversagen im Stadtkrankenhaus Aue starb. Der Stolperstein für Dieter Kreinberg wurde mit aktualisiertem Text am 8. November 2024 am Standort Schwarzenberger Straße 1 verlegt. |

## Verlegedaten
- 6. Dezember 2013: Schwarzenberger Straße 1[14]
- 4. Mai 2016: Lessingstraße 1[2]
- 8. November 2024: Dieter Kreinberg in der Schwarzenberger Straße 1[15]